# 周振宇
周振宇（1970年1月—），湖南省邵阳县人，中国共产党党员，中华人民共和国政治人物。现任常德市人民政府市长。

## 生平
1970年1月，周振宇出生在湖南省邵阳县。1987年，周振宇考入中南工业大学（今中南大学）矿业机械专业。1991年大学毕业后分配到长沙有色冶金设计研究院出任助理工程师。
1994年10月，周振宇进入政坛，出任湖南省纪委干部、副科级干事、主任科员、副处级纪检员、监察员。2005年9月至次年7月挂职长沙市芙蓉区委副书记。
2006年11月，周振宇调至益阳市沅江市，出任市委副书记、市人民政府副市长、代市长，次年1月正式出任市长。2007年11月，周振宇出任益阳市资阳区委书记。2011年12月，周振宇出任益阳市人民政府副市长、政府党组成员，之后兼任市委统战部部长、市政协党组副书记。
2021年4月，周振宇调至怀化市，出任市委副书记、市委党校（市行政学院，市社会主义学院）校（院）长。
2021年11月，周振宇调至常德市，出任市委副书记，市人民政府副市长、代理市长。